# Ташка (комуна)
Ташка (рум. Tașca) — комуна у повіті Нямц в Румунії. До складу комуни входять такі села (дані про населення за 2002 рік):
- Нягра (552 особи)
- Ташка (1341 особа) — адміністративний центр комуни
- Тікош-Флоаря (403 особи)
- Хамзоая (380 осіб)

Комуна розташована на відстані 273 км на північ від Бухареста, 26 км на захід від П'ятра-Нямца, 122 км на захід від Ясс, 141 км на північ від Брашова.

## Населення
За даними перепису населення 2002 року у комуні проживали 2676 осіб.
Національний склад населення комуни:
| Національність | Кількість осіб | Відсоток |
| -------------- | -------------- | -------- |
| румуни         | 2675           | > 99,9%  |
| угорці         | 1              | < 0,1%   |

Рідною мовою назвали:
| Мова      | Кількість осіб | Відсоток |
| --------- | -------------- | -------- |
| румунська | 2675           | > 99,9%  |
| угорська  | 1              | < 0,1%   |

Склад населення комуни за віросповіданням:
| Релігія       | Кількість осіб | Відсоток |
| ------------- | -------------- | -------- |
| православні   | 2671           | 99,8%    |
| римо-католики | 2              | 0,1%     |
| реформати     | 1              | < 0,1%   |
| баптисти      | 1              | < 0,1%   |
| адвентисти    | 1              | < 0,1%   |